# Трофей на Футболната лига
Трофеят на Футболната лига е футболен турнир за отбори от по-ниските нива на Футболната лига на Англия, в някои сезони участват и водещите отбори в Националната конференция.
Турнирът е създаден под името Associate Members' Cup. Официалното име се сменя периодично в зависимост от спонсорите и трофеят носи името „Джонстънс Пейнт Трофи“ (за 3 години от 2006).
Седем отбора са били по два пъти носители на купата, но все още няма отбор, който да е постигнал това трети път. Бристол Сити и Карлайл Юнайтед са достигали финал по четири пъти, като Бристол побеждава в турнира два пъти (през 1986 и 2003), а Карлайл само през 1997.

## Структура
В сегашния вариант на турнира участват всички отбори от Първа лига и Втора лига и от сезон 2006/07 отборите се елиминират в една среща. Отборите са разделени на северен и южен регион, като в първия кръг са разделени на четири региона. Финалът традиционно се играе на стадион „Уембли“, но по време на обновяването на стадиона от 2001 до 2007 г. срещите се провеждат на „Милениъм Стейдиъм“, Кардиф.

## Имена
- Associate Members' Cup (1983-1984 – официално некомерсиално име на турнира до 1992)
- Фрейт Роувър Трофи (1984-1987)
- Шерпа Ван Трофи (1987-1989)
- Лейленд ДАФ Къп (1989-1991)
- Автоглас Трофи (1991-1994)
- Авто Уиндскрийн Шийлд (1994-2000)
- ЛДВ Ванс Трофи (2000-2006)
- Трофей на Футболната Лига (2006 – само финалът, официално некомерсиално име от 1992)
- Джонстънс Пейнт Трофи (от 2006)

## Предишни финали
Associate Members' Cup
- 1983-84 – Борнмът 2 Хъл Сити 1

Фрейт Роувър Трофи
- 1984-85 – Уигън Атлетик 3 Брентфорд 1
- 1985-86 – Бристъл Сити 3 Болтън Уондърърс 0
- 1986-87 – Мансфийлд Таун 1 ФК Бристол Сити 1 (Мансфийлд побеждава с 4-3 след дузпи)

Шерпа Ван Трофи
- 1987-88 – Улвърхамптън Уондърърс 2 Бърнли 0
- 1988-89 – Болтън Уондърърс 4 Торки Юнайтед 1

Лейленд ДАФ Къп
- 1989-90 – Транмиър Роувърс 2 Бристол Роувърс 1
- 1990-91 – ФК Бирмингам Сити 3 Транмиър Роувърс 2

Автоглас Трофи
- 1991-92 – Сток Сити 1 Стокпорт Каунти 0
- 1992-93 – Порт Вейл 2 Стокпорт Каунти 1
- 1993-94 – Суонзи Сити 1 ФК Хъдърсфийлд Таун 1 (Суонзи Сити побеждава с 2-0 след дузпи)

Автоуиндскрийнс Шийлд
- 1994-95 – Бирмингам Сити 1 Карлайл Юнайтед 0
- 1995-96 – Родъръм Юнайтед 2 Шрусбъри Таун 1
- 1996-97 – Карлайл Юнайтед 0 Колчестър Юнайтед 0 (Карлайл Юнайтед побеждава с 4-3 след дузпи)
- 1997-98 – Гримзби Туан 2 Борнмът 1 (след продължения)
- 1998-99 – Уигън Атлетик 1 Милоул 0
- 1999-00 – Сток Сити 2 ФК Бристол Сити 1

ЛДВ Ванс Трофи
- 2000-01 – Порт Вейл 2 Брентфорд 1
- 2001-02 – Блакпул 4 Кембридж Юнайтед 1
- 2002-03 – Бристъл Сити 2 Карлайл Юнайтед 0
- 2003-04 – Блакпул 2 Саутенд Юнайтед 0
- 2004-05 – Рексъм 2 Саутенд Юнайтед 0

Трофей на Футболната лига
- 2005-06 – Суонзи Сити 2 Карлайл Юнайтед 1

Джонстънс Пейнт Трофи
- 2006-07 – Донкастър Роувърс 3 Бристол Роувърс 2 (след продължения, 2-2 в редовните 90 минути)
- 2007-08 – Милтън Кийнс Донс 2 Гримзби Таун 0
- 2008-09 – Лутън Таун 3 Скънторп Юнайтед 2 (след продължения, 2-2 в редовните 90 минути)